# Meneer Edouard
Meneer Edouard is een stripreeks die begonnen is in 1987 met Didier Chardez (onder de naam Didgé) als schrijver en tekenaar. De reeks werd gepubliceerd in het weekblad Kuifje.
De strip gaat over Edouard Vermikken, een ambtenaar op de gemeentelijke administratie, die zich in zijn vrije tijd heeft gespecialiseerd in de microbiologie. Als gevolg van deze interesse heeft hij een middel gevonden om zichzelf tot microscopische grootte te verkleinen en zo in andermans lichaam binnen te dringen. In het binnenste van elk lichaam beleeft hij allerlei vreemde avonturen, waarbij ontmoetingen met bacteriën, rode en witte bloedcellen en griepvirussen aan de orde van de dag zijn. Ook andere personages neemt hij vaak mee op zijn microbiologische reizen. Meneer Edouard is getrouwd en heeft vier broers (een militair, een kapelaan, een kunstenaar en een dronkenlap) met wie hij een vijfling vormt.

## Albums
Alle albums zijn geschreven en getekend door Didier Chardez en uitgegeven door Le Lombard.
| Nummer | Titel                |
| ------ | -------------------- |
| 1      | Kriebels in je lijf  |
| 2      | De laatste oproeping |
| 3      | De bende van de gong |
| 4      | De droevige kloon    |